# لونا 12
لونا 12 (بالإنجليزية: Luna 12)‏ كانت بعثة فضائية غير مأهولة ضمن برنامج لونا. أطلقت يوم 22 أكتوبر 1966 من مركز بايكونور الفضائي بهدف إستكمال المهمة التي فشلت لونا 11 في إكمالها، وفي 25 أكتوبر دخلت المدار القمري وقامت بالتقاط عدة صور لسطح القمر.